# Avenue Franz Guillaume
L'avenue Franz Guillaume est une avenue d'Evere (Belgique). 
Franz Guillaume fut bourgmestre de la commune d'Evere de 1948 à 1963.